# Dahl (Kürten-Olpe)

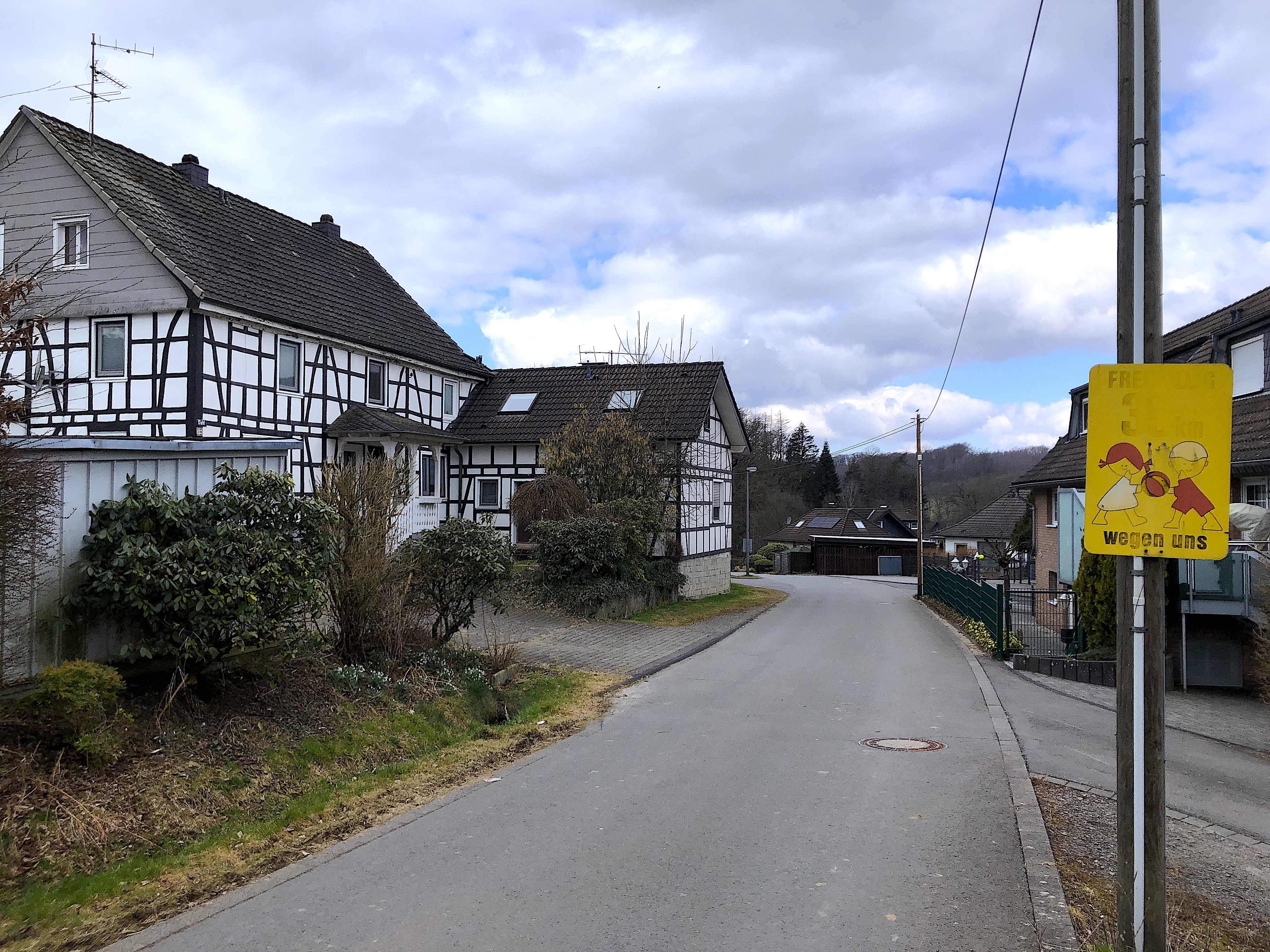
Die Siedlung Dahl in Kürten, Nordrhein-Westfalen, Deutschland (2025)

Dahl ist ein Wohnplatz in der Gemeinde Kürten im Rheinisch-Bergischen Kreis.

## Lage und Beschreibung
Der Ort liegt östlich von Junkermühle am Dahler Bach, einem Zufluss der Kürtener Sülz.

## Geschichte
Der Ort ist auf der Topographischen Aufnahme der Rheinlande von 1824 als Thal und auf der Preußischen Uraufnahme von 1840 als Dahl verzeichnet. Dahl gehörte zu dieser Zeit zur Gemeinde Olpe.
Ab der Preußischen Neuaufnahme von 1892 ist er auf Messtischblättern regelmäßig als Dahl verzeichnet.
1822 lebten 63 Menschen im als Hof kategorisierten und Dahl bezeichneten Ort.
1830 hatte der Ort 69 Einwohner.
Der 1845 laut der Uebersicht des Regierungs-Bezirks Cöln als Weiler kategorisierte Ort besaß zu dieser Zeit 13 Wohnhäuser. Zu dieser Zeit lebten 62 Einwohner im Ort, davon alle katholischen Bekenntnisses.
Die Gemeinde- und Gutbezirksstatistik der Rheinprovinz führt Dahl 1871 mit elf Wohnhäusern und 64 Einwohnern auf.
Im Gemeindelexikon für die Provinz Rheinland von 1888 werden zehn Wohnhäuser mit 67 Einwohnern angegeben.
1895 hatte der Ort zehn Wohnhäuser und 62 Einwohner.
1905 besaß der Ort sieben Wohnhäuser und 54 Einwohner und gehörte konfessionell zum katholischen Kirchspiel Olpe.
1927 wurden die Bürgermeisterei Olpe in das Amt Olpe überführt. In der Weimarer Republik wurden 1929 die Ämter Kürten mit den Gemeinden Kürten und Bechen und Olpe mit den Gemeinden Olpe und Wipperfeld zum Amt Kürten zusammengelegt. Der Kreis Wipperfürth ging am 1. Oktober 1932 in den Rheinisch-Bergischen Kreis mit Sitz in Bergisch Gladbach auf.
1975 entstand aufgrund des Köln-Gesetzes die heutige Gemeinde Kürten, zu der neben den Ämtern Kürten, Bechen und Olpe ein Teilgebiet der Stadt Bensberg mit Dürscheid und den umliegenden Gebieten kam.